# Setaphis salrei
Setaphis salrei är en spindelart som beskrevs av Schmidt 1999. Setaphis salrei ingår i släktet Setaphis och familjen plattbuksspindlar. Inga underarter finns listade i Catalogue of Life.